# Jamie Stevenson

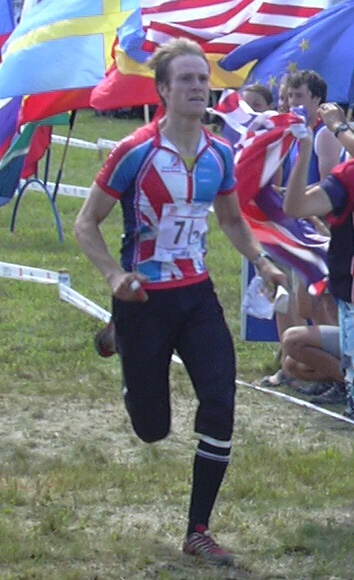
Jamie Stevenson op de WOL 2008 te Olomouc

Jamie Stevenson is een Britse oriëntatieloopkampioen. Hij won in 2003 de gouden medaille op de sprint tijdens het Wereldkampioenschap oriëntatielopen in Rapperswil (SG), Zwitserland.
Hij was de eerste en tot nu toe enige mannelijke Britse wereldkampioen oriëntatielopen (Yvette Baker won de korte afstand tijdens de wereldkampioenschappen in 1999).
Van origine uit Schotland komend, heeft hij voor Zweedse en Deense clubs gelopen. Toen hij in Zweden woonde heeft hij de Zweedse kampioenschappen lange afstand gewonnen. Op internationaal niveau was hij lid van het team dat in 2001 de prestigieuze Noordse Kampioenschappen won en een bronzen medaille tijdens de wereldkampioenschappen in 2003, Zwitserland. In 2006 won hij de 4km korte cross tijdens de Deense Kampioenschappen Cross Country in Helsingør.

## Resultaten
Wereldkampioenschap oriëntatielopen
- Gouden medaille (1)
  - 2003 - Sprint - Rapperswil (SG), Zwitserland
- Bronzen medaille (1)
  - 2003 - Estafette - Rapperswil (SG), Zwitserland

World Games
- Bronzen medaille (1)
  - 2001 - individuele afstand - Akita, Japan